# Rika Hiraki
Rika Hiraki (平木 理化, Hiraki Rika, née le 6 décembre 1971 à Beyrouth, Liban) est une joueuse de tennis japonaise, professionnelle de septembre 1991 à 2003.
En 1997, elle a gagné Roland-Garros en double mixte (avec Mahesh Bhupathi), devenant la deuxième Japonaise à inscrire son nom dans une épreuve du Grand Chelem – après Kazuko Sawamatsu en 1975 à Wimbledon (double dames).
Au cours de sa carrière, elle a remporté six tournois WTA en double dames, essentiellement des épreuves secondaires en Asie, tous avec des partenaires différentes.

## Palmarès

### Titres en double dames
| No | Date       | Nom et lieu du tournoi           | Catégorie | Dotation  | Surface    | Partenaire      | Finalistes                        | Score         |          |
| -- | ---------- | -------------------------------- | --------- | --------- | ---------- | --------------- | --------------------------------- | ------------- | -------- |
| 1  | 21-10-1991 | Puerto Rico Open San Juan        | Tier IV   | 150 000 $ | Dur (ext.) | Florencia Labat | Sabine Appelmans Camille Benjamin | 6-3, 6-3      | Parcours |
| 2  | 06-04-1992 | Suntory Japan Open Tokyo         | Tier IV   | 150 000 $ | Dur (ext.) | Amy Frazier     | Kimiko Date Stephanie Rehe        | 5-7, 7-6, 6-0 | Parcours |
| 3  | 08-04-1996 | Danamon Open Jakarta             | Tier III  | 164 250 $ | Dur (ext.) | Naoko Kijimuta  | Laurence Courtois Nancy Feber     | 7-6, 7-5      | Parcours |
| 4  | 17-02-1997 | IGA Tennis Classic Oklahoma City | Tier III  | 164 250 $ | Dur (int.) | Nana Miyagi     | Marianne Werdel Tami Whitlinger   | 6-4, 6-1      | Parcours |
| 5  | 14-04-1997 | Japan Open Tokyo                 | Tier III  | 164 250 $ | Dur (ext.) | Alexia Dechaume | Kerry-Anne Guse Corina Morariu    | 6-4, 6-2      | Parcours |
| 6  | 22-09-1997 | Wismilak International Surabaya  | Tier IV   | 155 340 $ | Dur (ext.) | Kerry-Anne Guse | Maureen Drake Renata Kolbovic     | 6-1, 7-6      | Parcours |

### Finales en double dames
| No | Date       | Nom et lieu du tournoi                     | Catégorie | Dotation  | Surface         | Vainqueures                          | Partenaire       | Score         |          |
| -- | ---------- | ------------------------------------------ | --------- | --------- | --------------- | ------------------------------------ | ---------------- | ------------- | -------- |
| 1  | 15-04-1991 | Volvo Open Pattaya                         | Tier V    | 75 000 $  | Dur (ext.)      | Nana Miyagi Suzanna Wibowo           | Akemi Nishiya    | 6-1, 6-4      | Parcours |
| 2  | 20-04-1992 | Women’s Open Kuala Lumpur                  | Tier IV   | 100 000 $ | Dur (int.)      | Isabelle Demongeot Natalia Medvedeva | Petra Langrová   | 2-6, 6-4, 6-1 | Parcours |
| 3  | 19-09-1994 | Nichirei International Championships Tokyo | Tier II   | 400 000 $ | Dur (ext.)      | Julie Halard Arantxa Sánchez         | Amy Frazier      | 6-1, 0-6, 6-1 | Parcours |
| 4  | 11-09-1995 | TVA Cup Ladies Open Nagoya                 | Tier IV   | 107 500 $ | Moquette (int.) | Kerry-Anne Guse Kristine Radford     | Park Sung-hee    | 6-4, 6-4      | Parcours |
| 5  | 13-04-1998 | Japan Open Tokyo                           | Tier III  | 164 000 $ | Dur (ext.)      | Naoko Kijimuta Nana Miyagi           | Amy Frazier      | 6-3, 4-6, 6-4 | Parcours |
| 6  | 16-11-1998 | Volvo Women’s Open Pattaya                 | Tier IV   | 107 500 $ | Dur (ext.)      | Els Callens Julie Halard             | Aleksandra Olsza | 3-6, 6-2, 6-2 | Parcours |
| 7  | 08-11-1999 | Wismilak International Kuala Lumpur        | Tier III  | 180 000 $ | Dur (ext.)      | Jelena Kostanić Tina Pisnik          | Yuka Yoshida     | 3-6, 6-2, 6-4 | Parcours |

### Titre en double mixte
| No | Date       | Nom et lieu du tournoi | Catégorie | Dotation    | Surface      | Partenaire      | Finalistes                     | Score    |          |
| -- | ---------- | ---------------------- | --------- | ----------- | ------------ | --------------- | ------------------------------ | -------- | -------- |
| 1  | 26-05-1997 | Roland-Garros Paris    | G. Chelem | 4 566 003 $ | Terre (ext.) | Mahesh Bhupathi | Lisa Raymond Patrick Galbraith | 6-4, 6-1 | Parcours |

## Parcours en Grand Chelem

### En simple dames
| Année | Open d'Australie | Open d'Australie | Internationaux de France | Internationaux de France | Wimbledon       | Wimbledon         | US Open         | US Open          |
| ----- | ---------------- | ---------------- | ------------------------ | ------------------------ | --------------- | ----------------- | --------------- | ---------------- |
| 1991  | -                | -                | 1er tour (1/64)          | Nicole Provis            | 1er tour (1/64) | Maria Strandlund  | 1er tour (1/64) | Pam Shriver      |
| 1992  | 1er tour (1/64)  | Li Fang          | 1er tour (1/64)          | Sandra Wasserman         | 3e tour (1/16)  | Gabriela Sabatini | -               | -                |
| 1993  | 1er tour (1/64)  | Nanne Dahlman    | 1er tour (1/64)          | Miriam Oremans           | 1er tour (1/64) | Patricia Hy       | -               | -                |
| 1994  | -                | -                | -                        | -                        | -               | -                 | 1er tour (1/64) | Kimiko Date      |
| 1995  | 1er tour (1/64)  | Judith Wiesner   | -                        | -                        | -               | -                 | -               | -                |
| 1996  | 3e tour (1/16)   | Amanda Coetzer   | 1er tour (1/64)          | Linda Wild               | 2e tour (1/32)  | Natalia Medvedeva | 1er tour (1/64) | Tina Križan      |
| 1997  | 3e tour (1/16)   | Kimberly Po      | 1er tour (1/64)          | Nicole Arendt            | 1er tour (1/64) | Yuka Yoshida      | 2e tour (1/32)  | Rachel McQuillan |
| 1998  | 3e tour (1/16)   | Arantxa Sánchez  | -                        | -                        | -               | -                 | -               | -                |

À droite du résultat, l’ultime adversaire.

### En double dames
| Année | Open d'Australie              | Open d'Australie           | Internationaux de France      | Internationaux de France   | Wimbledon                     | Wimbledon                   | US Open                       | US Open                    |
| ----- | ----------------------------- | -------------------------- | ----------------------------- | -------------------------- | ----------------------------- | --------------------------- | ----------------------------- | -------------------------- |
| 1989  | -                             | -                          | -                             | -                          | 1er tour (1/32) A. van Buuren | Terry Phelps R. Reggi       | -                             | -                          |
| 1991  | -                             | -                          | -                             | -                          | 1er tour (1/32) Akemi Nishiya | M. Jaggard C. Suire         | 1er tour (1/32) Akiko Gooden  | Patty Fendick Lori McNeil  |
| 1992  | 1er tour (1/32) Amy Frazier   | Kohde-Kilsch J. Wiesner    | 1er tour (1/32) Amy Frazier   | M. Jaggard Caroline Vis    | 1er tour (1/32) Amy Frazier   | Katrina Adams M. Bollegraf  | 2e tour (1/16) Amy Frazier    | Elise Burgin M. de Swardt  |
| 1993  | 2e tour (1/16) Amy Frazier    | R. Fairbank J. Richardson  | 1er tour (1/32) Nana Miyagi   | Katrina Adams M. Bollegraf | 1er tour (1/32) Nana Miyagi   | Tessa Price Van Rensburg    | 3e tour (1/8) Amy Frazier     | A. Coetzer Gorrochategui   |
| 1994  | 1er tour (1/32) Amy Frazier   | L. Davenport Lisa Raymond  | 1er tour (1/32) Bettina Fulco | N. Medvedeva L. Neiland    | 1er tour (1/32) Bettina Fulco | M. Bollegraf Navrátilová    | 1er tour (1/32) C. Cristea    | K. Maleeva Robin White     |
| 1995  | 1er tour (1/32) Amy Frazier   | A. Dechaume F. Labat       | -                             | -                          | 1er tour (1/32) Park Sung-hee | Katrina Adams Zina Garrison | -                             | -                          |
| 1996  | 1er tour (1/32) Park Sung-hee | Els Callens Julie Halard   | 2e tour (1/16) N. Kijimuta    | M. Hingis Helena Suková    | 2e tour (1/16) Patricia Hy    | M. McGrath L. Neiland       | 3e tour (1/8) Nana Miyagi     | Jana Novotná A. Sánchez    |
| 1997  | 1er tour (1/32) F. Labat      | Lori McNeil Linda Wild     | 2e tour (1/16) F. Labat       | A. Fusai N. Tauziat        | 1er tour (1/32) F. Labat      | Amy Frazier Kimberly Po     | 2e tour (1/16) A. Sidot       | N. Kijimuta Nana Miyagi    |
| 1998  | 2e tour (1/16) Mercedes Paz   | S. Williams V. Williams    | 1er tour (1/32) Ann Grossman  | M. Hingis Jana Novotná     | -                             | -                           | 1er tour (1/32) G. Helgeson   | C. Singer H. Vildová       |
| 1999  | 2e tour (1/16) Lisa McShea    | Yayuk Basuki A. Mauresmo   | 1er tour (1/32) De Villiers   | B. Schett P. Schnyder      | 2e tour (1/16) De Villiers    | Irina Spîrlea Caroline Vis  | 1er tour (1/32) A. Ellwood    | F. Labat D. Monami         |
| 2000  | 3e tour (1/8) A. Ellwood      | Erika de Lone Nicole Pratt | 1er tour (1/32) Yuka Yoshida  | C. Barclay Vanessa Webb    | 2e tour (1/16) S. Noorlander  | Chanda Rubin S. Testud      | 1er tour (1/32) S. Noorlander | Lisa Raymond Rennae Stubbs |
| 2001  | 2e tour (1/16) S. Noorlander  | Kimberly Po Magüi Serna    | 1er tour (1/32) K. Marosi     | Nicole Arendt Caroline Vis | 2e tour (1/16) N. Sanjeev     | Lisa Raymond Rennae Stubbs  | 1er tour (1/32) Alina Jidkova | Dominikovic Marissa Irvin  |
| 2002  | 2e tour (1/16) Nana Miyagi    | Tina Križan K. Srebotnik   | 1er tour (1/32) Kirstin Freye | Alicia Molik Magüi Serna   | 1er tour (1/32) Kirstin Freye | S. Williams V. Williams     | 1er tour (1/32) J. Kostanić   | A. Fusai Caroline Vis      |

Sous le résultat, la partenaire ; à droite, l’ultime équipe adverse.

### En double mixte
| Année | Open d'Australie             | Open d'Australie         | Internationaux de France      | Internationaux de France   | Wimbledon                    | Wimbledon                   | US Open                      | US Open                    |
| ----- | ---------------------------- | ------------------------ | ----------------------------- | -------------------------- | ---------------------------- | --------------------------- | ---------------------------- | -------------------------- |
| 1996  | -                            | -                        | 1er tour (1/32) Lan Bale      | Patricia Hy B. Haygarth    | -                            | -                           | -                            | -                          |
| 1997  | -                            | -                        | Victoire M. Bhupathi          | Lisa Raymond P. Galbraith  | 3e tour (1/8) M. Bhupathi    | M. Bollegraf Rick Leach     | 1er tour (1/16) M. Bhupathi  | Katrina Adams A. Florent   |
| 1998  | 1er tour (1/16) David Roditi | L. Pleming Wayne Arthurs | 3e tour (1/8) Paul Kilderry   | Lori McNeil Joshua Eagle   | 2e tour (1/16) Devin Bowen   | V. Williams J. Gimelstob    | 1er tour (1/16) Leander Paes | R. McQuillan D. Macpherson |
| 1999  | -                            | -                        | 1er tour (1/32) Brandon Coupe | Erika de Lone Peter Nyborg | 1er tour (1/32) Doug Flach   | Laura Golarsa Kevin Ullyett | -                            | -                          |
| 2000  | -                            | -                        | 1er tour (1/32) Devin Bowen   | Shaughnessy Fredrik Bergh  | 2e tour (1/16) Devin Bowen   | M. Bollegraf J. de Jager    | -                            | -                          |
| 2001  | -                            | -                        | -                             | -                          | 1er tour (1/32) A. Schneiter | Laura Golarsa Lorenzo Manta | -                            | -                          |
| 2002  | -                            | -                        | -                             | -                          | 1er tour (1/32) Devin Bowen  | K. Schlukebir D. Macpherson | -                            | -                          |

Sous le résultat, le partenaire ; à droite, l’ultime équipe adverse.

## Parcours en Coupe de la Fédération
| #                                                                  | Date       | Lieu      | Surface      | Gagnante(s)                         | Perdante(s)                      | Score         |          |
|                                                                    |            |           |              |                                     |                                  |               |          |
| 1993 - 1er tour (groupe mondial) - Japon - Colombie - 3 : 0        |            |           |              |                                     |                                  |               |          |
| 1                                                                  | 20/07/1993 | Francfort | Terre (ext.) | Rika Hiraki Nana Miyagi             | Carmina Giraldo Cecilia Hincapie | 7-5, 6-4      | Parcours |
|                                                                    |            |           |              |                                     |                                  |               |          |
| 1993 - 2e tour (groupe mondial) - Japon - Finlande - 1 : 2         |            |           |              |                                     |                                  |               |          |
| 2                                                                  | 21/07/1993 | Francfort | Terre (ext.) | Nanne Dahlman Petra Thoren          | Rika Hiraki Nana Miyagi          | 6-4, 5-7, 6-3 | Parcours |
|                                                                    |            |           |              |                                     |                                  |               |          |
| 1998 - 1/4 de finale (groupe mondial II) - Croatie - Japon - 4 : 1 |            |           |              |                                     |                                  |               |          |
| 3                                                                  | 25/04/1998 | Dubrovnik | Terre (ext.) | Rika Hiraki Nana Miyagi             | Jelena Kostanić Dora Krstulovic  | 6-3, 6-3      | Parcours |
|                                                                    |            |           |              |                                     |                                  |               |          |
| 2001 - 1er tour (groupe mondial) - Japon - Argentine - 1 : 4       |            |           |              |                                     |                                  |               |          |
| 4                                                                  | 28/04/2001 | Tokyo     | Dur (int.)   | Laura Montalvo María Emilia Salerni | Rika Hiraki Yuka Yoshida         | 6-4, 6-4      | Parcours |
|                                                                    |            |           |              |                                     |                                  |               |          |
| 2001 - Barrage (groupe mondial I) - Suède - Japon - 3 : 2          |            |           |              |                                     |                                  |               |          |
| 5                                                                  | 21/07/2001 |           | Terre (ext.) | Rika Hiraki Yuka Yoshida            | Åsa Svensson Diana Majkic        | 6-3, 6-1      | Parcours |

## Classements WTA en fin de saison

### En simple
| Année | 1987 | 1988 | 1989 | 1990 | 1991 | 1992 | 1993 | 1994 | 1995 | 1996 | 1997 | 1998 | 1999 | 2000 | 2001 | 2002 |
| Rang  | 286  | 297  | 189  | 245  | 104  | 123  | 134  | 184  | 150  | 103  | 91   | 178  | 219  | 349  | 344  | 574  |

Source : (en) « Classements de Rika Hiraki », sur le site officiel du WTA Tour

### En double
| Année | 1988 | 1989 | 1990 | 1991 | 1992 | 1993 | 1994 | 1995 | 1996 | 1997 | 1998 | 1999 | 2000 | 2001 | 2002 |
| Rang  | 341  | 144  | 183  | 78   | 56   | 101  | 88   | 60   | 37   | 30   | 87   | 78   | 64   | 94   | 84   |

Source : (en) « Classements de Rika Hiraki », sur le site officiel du WTA Tour